# Jan Miroslav Bakalář
Jan Miroslav Bakalář-Srbecký, deutsch: Johann Miroslav Bakalar-Srbecky, Pseudonym: J. B. Srbecký (* 16. Juli 1857 in Srbetz, Mähren; † 23. Januar 1935 in Podivín (Kostel), Tschechoslowakei) war ein mährischer Priester, Religionslehrer und Esperantist.

## Leben
Er war der Sohn des Bürgermeisters von Srbetz in Mähren, Josef Bakalář, der dort über 30 Jahre im Amt war, und dessen Ehefrau Veronika geborene Blazek. Nach dem Besuch des Katholischen Gymnasiums studierte er Theologie am Priesterseminar in Brünn und wurde dort im Jahre 1884 zum Priester geweiht. Danach war er Kaplan in Křižanov, Jenešov und Bučovice sowie einige Zeit Verwalter in Bohuslavice und wurde dann 1887 Katechet an den allgemeinbildenden Schulen in Břeclav. Ab 1889 war Jan Miroslav Bakalář-Srbecký als Bürgerschul-Katechet in Brünn tätig und folgte 1898 dem Ruf als Pfarrer in das niederösterreichische Angern an der March, wo er bis zur Gründung der Tschechoslowakei Ende 1918 blieb. Er zog in das südmährische Podivín und war dann wenig später bis zur Pensionierung als Katechet in Valtice tätig. Zuletzt lebte er als emeritierter Religionslehrer wieder in Podivín, wo er 1935 starb.
Bakalář beschäftigte sich intensiv mit der Welthilfssprache Esperanto, verfasste mehrere religiöse Schriften zum Schulgebrauch, wandte sich offensiv gegen Schmutz- und Schundliteratur und setzte sich aktiv für Tierschutz ein. Dazu nutzte er auch Zeitungen im Ausland, so in München, London oder Turin. In Prag war er korrespondierendes Mitglied des Esperanto-Instituts.

## Werke (Auswahl)
- Slovníček reči světové volapük. Díl volapücko-český a česko volapücký, Velké Meziříčí, Saska 1887.

## Ehrungen
- Großes Anerkennungsdiplom des Wiener Tierschutzvereins